# سنگ یادبود بنت‌رش
سنگ یادبود بنت‌رش (انگلیسی: Bentresh Stella) یا سنگ یادبود باختان (عربی: لوحة باختان) یک سنگ‌نوشته باستانی مصری از جنس ماسه‌سنگ است که متن هیروگلیفی آن داستان بنت‌رش، دختر شاهزادهٔ باختان (یا همان باختر) را روایت می‌کند؛ دختری که بیمار شد و توسط خدای مصری خنسو درمان گردید.

## تاریخ‌گذاری
روایت در دوران سلطنت رامسس دوم اتفاق می‌افتد (در این داستان، بنت‌رش خواهرزن رامسس است)، اما متن به‌طور معمول شبه‌کتیبه‌ای (به اصطلاح دروغ‌نامیده) تلقی می‌شود؛ هرچند با دقت و به سبک دوره پادشاهی نوین مصر نگاشته و حجاری شده، اما متن آن نشان از نگارش در دوره‌ای بسیار متأخرتر دارد.: ۶۶ 
آدولف اِرمان تاریخ‌گذاری این استل را به اوایل دوران امپراتوری بطلمیوسی نسبت داده که این دیدگاه توسط کیم رای‌هولت نیز تأیید شده است؛ اما برخی دیگر از پژوهشگران، متن را به عنوان پروپاگاندای ضدایرانی تفسیر کرده و تاریخ آن را به دودمان بیست و هفتم مصر نسبت می‌دهند.: ۶۶ 

## توصیف سنگ یادبود
این لوح یادبود از ماسه‌سنگ سیاه ساخته شده و ابعادی برابر با ۲۲۲ در ۱۰۹ سانتی‌متر دارد. در سال ۱۸۲۹، در یک نیایشگاه بطلمیوسی کوچک که در کنار معبد خنسو متعلق به رامسس سوم در کرنک قرار داشت، کشف شد. این لوح یادبود اکنون در موزه لوور نگهداری می‌شود (لوور سی ۲۸۴).: 90 : ۹۰ : ۶۵ 

### نیم‌دایره‌ی بالایی
در بخش بالایی استل، رامسس دوم در حال تقدیم بخور و نذری به خنسوی تبسی دیده می‌شود.

### متن کتیبه
متن شامل ۲۸ سطر است.: ۹۰  ابتدا با القاب سلطنتی رامسس آغاز می‌شود و سپس روایت داستانی را نقل می‌کند:
در سفری که فرعون به نهرین داشت، شاهزادهٔ باختان دختر بزرگ‌ترش را به ازدواج او درآورد. رامسس، این دختر را نفرورع نامید (که احتمالاً الهام‌گرفته از همسر خارجی و بلندمرتبهٔ رامسس به نام مآت‌حور-نفرورع بوده) و او را به مقام ملکه رساند. در سال بیست‌وسوم سلطنت رامسس، خبری به مصر رسید مبنی بر اینکه خواهر کوچکتر نفرورع، یعنی بنت‌رش بیمار شده است. رامسس، کاتب فرزانه‌ای به نام جحوتی‌ام‌حب را برای درمان او فرستاد، اما تلاش‌های او بی‌ثمر ماند، چراکه دختر توسط دیو یا روح پلیدی تسخیر شده بود. شاهزادهٔ بختن از فرعون درخواست کرد که خدایی را برای کمک بفرستد. رامسس از خنسو-نفرهوتپ کمک خواست، که حفاظت جادویی خود را به مجسمهٔ خنسو-پایرسِخر منتقل کرد. سپس این پیکرهٔ مقدس به بختن فرستاده شد. خنسو، دیو را بیرون راند و دختر را شفا داد. اما شاهزاده‌ی باختان از بازگرداندن خدا به مصر خودداری کرد. بنابراین، خنسو به مدت سه سال و نه ماه در بختن باقی ماند. تا اینکه شبی، شاهزاده در خواب دید که خنسو به شکل یک شاهین طلایی درآمد، از نیایشگاه بیرون آمد و به سوی مصر پرواز کرد. شاهزاده دریافت که باید اجازه دهد خدا بازگردد، و فرمان داد که پیکره‌ی خنسو را به مصر بازگردانند.: ۹۱–۹۴ 
گفته می‌شود که داستان بنت‌رش بعدها الهام‌بخش افسانه‌ی هیلاریا در سنت مسیحیت شده است؛ گرچه تفاوت‌های مهمی میان این دو روایت وجود دارد.